# Mexicaltzingo (estación del Metro de Ciudad de México)
Mexicaltzingo es una de las estaciones que forman parte del Metro de la Ciudad de México, perteneciente a la Línea 12. Se ubica al sur de la Ciudad de México, en el límite de las alcaldías Coyoacán e Iztapalapa.

## Información general
El nombre de la estación se debe a la colonia con el mismo nombre, y proviene del náhuatl, que significa Lugar de los pequeños mexicanos y su símbolo actual proviene del códice de Coatlinchan Hogar de la serpiente y representa al dios Mexictli sentado sobre un maguey invertido. La estación está construida en tipo cajón subterráneo.

### Incidencias
La estación permaneció cerrada desde el 4 de mayo de 2021 hasta el 15 de enero de 2023 por seguridad, debido a un desplome que ocurrió en la interestación Tezonco-Olivos con dirección a Tláhuac y que dejó un saldo de 27 fallecidos y 80 heridos.

## Afluencia
La siguiente tabla presenta la afluencia de la estación en el año 2014, organizados en días laborales, fines de semana y días festivos.
| Día           | Afluencia promedio |
| ------------- | ------------------ |
| Laboral       | 12.096             |
| Fin de semana | 5.545              |
| Día festivo   | 3.707              |

La siguiente tabla muestra la afluencia de la estación en los últimos 10 años:
| Afluencia Anual de Pasajeros | Afluencia Anual de Pasajeros | Afluencia Anual de Pasajeros | Afluencia Anual de Pasajeros | Afluencia Anual de Pasajeros | Afluencia Anual de Pasajeros |
| ---------------------------- | ---------------------------- | ---------------------------- | ---------------------------- | ---------------------------- | ---------------------------- |
| Año                          | Afluencia                    | A Diario                     | Ranking                      | Incremento                   | Ref.                         |
| 2023                         | 3,820,925                    | 10,468                       | 117°/187                     | X                            | [ 5 ]                        |
| 2022                         | 0                            | 0                            | X                            | -100.00%                     | [ 6 ]                        |
| 2021                         | 1,030,856                    | 2,824                        | 173°/195                     | -73.17%                      | [ 7 ]                        |
| 2020                         | 3,842,764                    | 10,499                       | 94°/195                      | -44.96%                      | [ 8 ]                        |
| 2019                         | 6,981,386                    | 19,127                       | 93°/195                      | +4.40%                       | [ 9 ]                        |
| 2018                         | 6,687,360                    | 18,321                       | 97°/195                      | +8.50%                       | [ 10 ]                       |
| 2017                         | 6,163,465                    | 16,886                       | 107°/195                     | +6.32%                       | [ 11 ]                       |
| 2016                         | 5,797,272                    | 15,839                       | 113°/195                     | +30.03%                      | [ 12 ]                       |
| 2015                         | 4,458,248                    | 12,214                       | 125°/195                     | +5.84%                       | [ 13 ]                       |
| 2014                         | 4,212,259                    | 11,540                       | 130°/195                     | -10.70%                      | [ 14 ]                       |

## Conectividad

### Salidas
- Norponiente: Eje 8 Sur Calzada Ermita-Iztapalapa, Colonia Emperador Cacama.
- Surponiente: Eje 8 Sur Calzada Ermita-Iztapalapa y Calle Leo, Colonia Prado Churubusco
- Nororiente: Eje 8 Sur Calzada Ermita-Iztapalapa casi esquina con Eje 2 Oriente Calzada de la Viga, Colonia Emperador Cacama.
- Suroriente: Eje 8 Sur Calzada Ermita-Iztapalapa casi esquina con Eje 2 Oriente Calzada de la Viga y Callejón Chabacano, Colonia Prado Churubusco

### Conexiones
Red de Transporte de Pasajeros de la Ciudad de México
- Módulo 4 Alcaldía Iztapalapa:
  - Ruta 1-D (Mixcoac - Santa Martha).
  - Ruta 52-C (Zapata - Santa Martha).
- Módulo 5 Alcaldía Gustavo A. Madero I:
  - Ruta 37 (U.C.T.M. Atzacoalco-Carmen Serdán).

Corredores Concesionados
- Corredor 5: La Virgen / Martín Carrera (COVITENI) (Martín Carrera-Escuela Naval).
- Corredor 6: Eje 8-Iztapalapa (COVISUR) (Barranca del Muerto / Ermita).